# Provinz Caravelí
Die Provinz Caravelí ist eine von acht Provinzen der Region Arequipa an der Pazifikküste im Süden von Peru. Die Provinz hat eine Fläche von 13.139,86 km². Beim Zensus 2017 lebten 41.346 Menschen in der Provinz. Im Jahr 1993 lag die Einwohnerzahl bei 27.484, im Jahr 2007 bei 35.928. Die Provinzverwaltung befindet sich in der Kleinstadt Caravelí.

## Geographische Lage
Die Provinz Caravelí liegt 500 km südsüdöstlich der Landeshauptstadt Lima im Nordwesten der Region Arequipa. Sie erstreckt sich über einen etwa 212 km langen Küstenabschnitt in WNW-OSO-Richtung. Die Provinz reicht bis zu knapp 100 km ins Landesinnere bis an die Südflanke des Vulkans Nevado Sara Sara. Das Gebiet ist sehr niederschlagsarm und weist eine wüstenhafte Landschaft auf. Mehrere Flüsse, die nur in der Regensaison Wasser führen, durchqueren die Provinz von den Bergen zum Meer.
Die Provinz Caravelí grenzt im Nordwesten an die Provinz Nazca (Region Ica), im Norden an die Provinzen Lucanas, Parinacochas und Páucar del Sara Sara (alle drei in der Region Ayacucho) sowie im Osten an die Provinzen La Unión, Condesuyos und Camaná.

## Verwaltungsgliederung
Die Provinz Caravelí gliedert sich in 13 Distrikte (Distritos). Der Distrikt Caravelí ist Sitz der Provinzverwaltung.
| Distrikt    | Verwaltungssitz    |
| ----------- | ------------------ |
| Acarí       | Acarí              |
| Atico       | La Florida (Atico) |
| Atiquipa    | Atiquipa           |
| Bella Unión | Bella Unión        |
| Cahuacho    | Cahuacho           |
| Caravelí    | Caravelí           |
| Chala       | Chala              |
| Chaparra    | Achanizo           |
| Huanuhuanu  | Tocota             |
| Jaquí       | Jaquí              |
| Lomas       | Lomas              |
| Quicacha    | Quicacha           |
| Yauca       | Yauca              |